# Riparia
Riparia T.Forster, 1817 è un genere di uccelli passeriformi della famiglia Hirundinidae.

## Etimologia
Il nome deriva dal latino ripa, che significa riva.

## Tassonomia
Il genere comprende le seguenti specie:
- Riparia paludicola (Vieillot, 1817) - topino disadorno
- Riparia chinensis (Gray, JE, 1830) - topino golagrigia
- Riparia congica (Reichenow, 1888) - topino del Congo
- Riparia riparia (Linnaeus, 1758) - topino o rondine riparia
- Riparia diluta (Sharpe & Wyatt, 1893) - topino pallido
- Riparia cincta (Boddaert, 1783) - topino dai sopraccigli bianchi